# CD18
En inmunología se denomina CD18 (del inglés cluster of differentiation) a un tipo de antígeno CD propio del sistema inmune de mamíferos. Se caracteriza por poseer un peso molecular de 95 kDa y su naturaleza bioquímica lo encuadra dentro de la familia de integrinas β. Su función biológica en la célula es: asociarse, como subunidad de integrina β2 que es, a CD11a, b, c y d, esto es, media en la adhesión celular e interviene en la ruta de transducción de señal
. Se expresa específicamente en leucocitos.